# محمد أبو نمي الثاني
محمد أبو نمي الثاني بن بركات بن محمد (3 مايو 1506 - 23 يناير 1584). كان شريف مكة من 1512 إلى 1566. شارك والده الحكم في الفترة (1512-1525) وفي وقت لاحق شارك الحكم مع أبنائه في الفترة (1540-1566).

## اسمه ونسبه
الشريف محمد أبي نُـمَـي الثاني بن بركات بن محمد بن بركات بن حسن بن عجلان بن رميثة بن محمد أبي نُـمَـي الأول بن أبي سعد الحسن بن علي بن قتادة بن إدريس بن مطاعن بن عبد الكريم بن عيسى بن الحسين بن سليمان بن علي بن عبد الله بن محمد الثائر بن موسى الثاني بن عبد الله الرضا بن موسى الجون بن عبد الله المحض بن الحسن المثنى بن الحسن السبط بن علي بن أبي طالب رضي الله عنه، الملقب بلقب نجم الدين.

## ولادته
ولد بمكة ليلة 9 -11- 911 هـ، وقيل في ذي الحجة يوم عرفة، وقيل يوم النفر الأول من منى، وأمه غبية بنت حميدان بن شامان الحسيني أمير المدينة المنورة، وكان والده يستبشر به ويقول: لم تزل الأكدار علي متوالية حتى ظهرت هذه الناصية ويمسك بناصيته.

## نشأته
نشأ على الأخلاق النبوية والمكارم الهاشمية، فحفظ كتاب الله، ودرس سيرة رسول الله صلى الله عليه وسلم، وأخذ عن كثير من العلماء والأفاضل، فبرز في عدد من العلوم، وأجازه جارالله ابن فهد في رواية لأحاديث فضل أهل البيت التي خرجها لأبيه الشريف بركات باسم:( غاية الأماني والمسرات لعلو سلطان الحجاز أبا زهير بركات)، وتعلم فنون الفروسية، وكان ملازماً للطاعة مواظباً على الجمعة والجماعة، ذا جد واقبال، وسعد وطيب فأل، أعزه الله وأعلاه، ورفع شأنه وجعل له من الذكر والصيت ما لم يكن لكثير من أسلافه وآبائه.

## إمارته
حكم مكة أكثر من (60) عاماُ، ومدة ولايته لشرافة مكة مشاركة واستقلاً لاً (73) عاماً.
جعله أبوه بركات شريكا في إمارة مكة بعد وفاة ابنه علي بن بركات عام913هـ، وبعد وفاة الشريف قايتباي عام 918هـ أرسله والده سفيراً إلى السلطان المملوكي الغوري بمصر, فقابله السلطان ومن معه بالإعزاز والإكرام وقبّل يده وقيل جبينه، وأراد أبو نمي تقبيل يد السلطان فامتنع السلطان تأدباً مع بيت النبوة فغلب أبو نمي على ذلك فاحتضنه السلطان وسلم عليه وأجلسه بين يديه وسر خاطره بكلام كثير، وجعله السلطان شريكاً لوالده في إمارة مكة، فصار يُدعى له مع والده في الخطبة وغيرها، وضُربت السكة بإسميهما، وكان عمره ( 8 ) سنين، ثم أقرت الدولة العثمانية التي قضت على الدولة المملوكية الشريف بركات وابنه أبي نمي على إمارة مكة وأرسلت له المرسوم السلطاني بالتأييد سنة 923هـ, وكان عمر أبي نمي آن ذاك اثنتا عشرة سنة، فأرسل بركات ابنه أبي نمي الثاني إلى السلطان سليم العثماني لتهنئته ومبايعته، فأحسن استقباله وأكرم وفادته وأحترمه احتراماً فائقاً، وكانت ضيافته كل يوم (30) خروفا وتوفير كل الاحتياجات له وللوفد المرافق له، وعاد محملا بالهدايا حاملا منشور ولاية أبيه، وقد أُتبع بالرواتب والأموال والمؤن لأمير مكة وأشرافها وأهلها، وخصصت الدولة العثمانية لشرافة مكة المخصصات، وقد نجح أبو نمي في هاتين السفارتين إلى الدولة المملوكية والدولة العثمانية مع كلا الحاكمين وهو في ذلك السن المبكر من العمر، الأمر الذي يدل على ما تميزت به شخصيته من النجابة والألمعية، وفي سنة 926هـ توفي السلطان سليم وتولى سليمان القانون فأرسل بالتأييد للشريف بركات وابنه أبي نمي.
ثم تولى أبو نمي الثاني إمارة مكة بعد وفاة والده الشريف بركات يوم 24 ذي القعدة عام 931هـ وعمره عشرين سنة، وكان أصغر أبناء الشريف بركات، وجاءه التأييد بذلك من السلطان العثماني سليمان القانوني، وقد نال أبو نمي حظوة كبيرة لدى السلطان العثماني سليمان القانوني، وفي عام 945 هـ استصدر الشريف أبو نمي الثاني أمراً من السلطان سليمان القانوني ليكون ابنه الشريف أحمد أكبر أولاده وهو جد الأشراف الحرازات والمناديل شريكاً له في إمارة مكة، فأجيب طلبه، فأرسله والده إلى اسطنبول سفيرا لدى السلطنة العثمانية، وهو يحمل كثيراً من هدايا العرب كالخيول والصقور والأقمشة والأطياب، وكان أحمد جميل الوجه، وحين دخل على السلطان وهو في ملابسه الخاصة بالأشراف الحسنيين، قام له السلطان تعظيماً, وهو أمر لم يقع لسواه، ففرح به السلطان سليمان، وجعله من خواصّه وأحسن إليه وخلع عليه الخلع الكثيرة وكذلك فعلت زوجته وأعلنت في الناس بأنها تعتبر الشريف أحمد في مقام ولدها، ورجع الشريف أحمد سنة 947هـ وقرئ أمر توليته بالحطيم، إلا أن الشريف أحمد لم تطل مدته فتوفي في حياة أبيه في الخليصة من حرة خليص برمضان وقيل الثاني من شعبان 961هـ ودفن بالمعلاة في مكة، فجعل أبو نمي ابنه الشريف الحسن محله وهو جد بد الحسن فلبس الحسن الخلعة الثانية سنة 963هـ، واستمر الشريف أبو نمي الثاني على إمارة الحجاز كافة إلى سنة 974 هـ، حيث وهنه الكبر ففوض الإمارة لابنه الحسن، وكتب بذلك للسلطان العثماني فأمضاه، فلبس الحسن الخلعة الكبرى التي هي لصاحب مكة ولبس أخوه ثقبة الخلعة الثانية، واستمر أبو نمي في الولاية والشرافة حتى توفي عام 992هـ. ومن المؤرخين من يذكر أن أبا نمي تنازل عن الامارة لإبنه أحمد ثم طلبها لإبنه الحسن بعد وفاة أحمد وأنه لم يكن شريكا لهما في الإمارة بعد تنازله وهو قول يخالف ما عليه جمهور المؤرخين من استمرار ولايته حتى وفاته.
وقد جاءت إرادة الشريف أبو نَمي بتفويض الإمارة إلى ابنه الشريف الحسن بن أبي نمي رغبة في التفرغ للعبادة والاعتكاف في حرم الله واجتناء العلوم، لم تغرّه الدنيا وعظمتها وبهرجتها، واتخذ قراره بالتخلي عن الإمارة راضيا بما هو خير منها.
ومما امتاز به الشريف أبو نمي الثاني حزمه في إدارة الأمور وصرامته في الحكم، لذا هابه البدو والحضر واحترمه الحجاج والمجاورون، وقدر منزلته أصحاب السلطان العثماني، وقضى بحزمه على أصحاب الفتن، واستمر الحجاز محكوما بأمره أعواماً عديدة، في أمن واستقرار لا تتخلله القلاقل ولا الفوضى، وعاش الناس في أحسن حال.
وقد شهدت مكة في عهده تطورا كبيراً، وازدهاراً حضارياً، وأمناً منقطع النظير، ورخاءً رخصت فيه الأسعار وعم الخير، وقد حكم بشرع الله الشريف ورتب الأمور الإدارية والمالية الضابطة للدولة وشؤون الناس، فساد الاستقرار.
ويُعد أبو نمي من أكابر الأشراف على مر الأزمان، بل اعتبره بعض المؤرخين المؤسس الحقيقي للشرافة بمكة, وهو جد الأشراف النمويين الذين استمرت فيهم شرافة مكة أكثر من (400 عام) من عام931هـ إلى عام 1343 هـ حيث انتهت دولتهم وحلت محلها الدولة السعودية.

## حدود إمارته
أعز الله الشريف أبا نمي ورفع شأنه وجعل له من الشهرة والفكر الحسن مالم يكن لأحد من أسلافه، وهو زعيم قل أن يضاهيه أحد في الشهرة من طبقات الأشراف الأخرى، وقد كان الشريف محمد أبا نمي الثاني بن بركات في غاية المجد والنفوذ ودانت له الحجاز كلها ويدخل في ظل إمارته مكة والمدينة وجدة والطائف وينبع وخيبر وحلي وجميع أقطار الحجاز ومن المؤرخين من قال أنها امتدت من جيزان إلى نجد وخيبر وما دخل بين ذلك، ومدحه الشعراء بالقصائد العصماء وأرخ له المؤرخون.

## أهم أعماله
كان أبو نمي أميراً فذاً، ذو رأي سديد وإرادة وعزم شديد، قوياً حازماً شجاعاً، قام بحفظ النظام والأمن والقضاء على الفتن الداخلية، كفتنة أمير الحاج محمود باشا، والقائد التركي سلمان، والقائد سليمان الخادم، كما قام بعدة حملات على المخالفين له الذين أشاعوا الفتن والاضطربات حتى قضى عليهم وأخمد فتنهم، فأمنت الدولة العثمانية جانب الحجاز خلال فترة إمارته.
واستولى أبو نمي على جيزان، وانتهت على يديه إمارة الأسرة القطبية آخر أسر الأشراف السليمانيين الذين حكموا المخلاف السليماني من عام 393 هـ - 943 هـ.
ازدهرت مكة في عهد أبي نمي، وانصرف لخدمة دينه ودولته، فعززت جهوده وجليل أعماله سمعة أشرافها، وحظيت في عهده بمزيد عناية من السلاطين العثمانيين وكان لأبي نمي دوره في تلك العناية ونجاح تلك الجهود السلطانية، ففي فترة ولايته عُمر الحرم، ورُممت الكعبة المشرفة وأُصلح سقفها سنة 959هـ، وجُدد ميزاب الكعبة سنة 960 هـ ثم أُستبدل بميزاب مُذهب سنة 963هـ، كما صُفح باب الكعبة، ورصُف وصُفح المطاف، وأُجريت عين عرفة بعد انقطاعها سنة 967هـ، ونُظفت آثار سيل 971هـ من الحرم وكُري مجراه، وبُنيت المدارس السليمانية، وأُنشئت الأربطة للفقراء وخانات الحجاج والمدارس والقصور وقنوات المياه، كما حُبست الاوقاف في مصر والحجاز على الحرمين الشريفين وأهلها وقاصديها من الحجاج والزوار والمعتمرين، وغيرها من الأعمال العمرانية والاجتماعية والاقتصادية والصحية.

## أعمال البر
للشريف محمد أبي نمي الثاني الكثير من أعمال الخير والبر والإحسان، منها أنه أوقف أوقافاً كثيرة في مكة المكرمة وخارجها، زال كثير منها مع مرور الأيام نتيجة التوسعات المتكررة للمسجد الحرام والأعمال التطويرية لمدينة مكة المكرمة.

## جهاده
وجاهد أبو نمي في سبيل الله، واستطاع الدفاع عن مكة المكرمة وصد عنها الاستعمار البرتغالي، فإنه لما نزل البرتغاليون على الشاطئ وخربوا موانئ البحر الأحمر، واحتلوا سنة 948هـ مرسى أبي الدوائر وقصدوا جدة واستولوا على قلعة جدة، نادى أبو نمي في مكة بالجهاد العام فاجتمع له الأهالي والقبائل وأهل البادية وأعطاهم السلاح وأنفق عليهم ووفر لجيشه المؤن، وترك الحج وولى ابنه احمد الحج بالناس، وخرج من مكة إلى جدة للقاء العدو في جيش عظيم يقوده بنفسه شاكي السلاح، وسار أمراء الحج اليه إلى جدة فلاقاهم وأمر بإطلاق المدافع في مظهر مهيب جمع بين حجاج بيت الله والمجاهدين في سبيل الله، مسالمين معظمين ومحاربين مدافعين، فألبسوه الخلع وانصرفوا إلى حجهم، ولاقى أبو نمي وجيشه العدو وقاتلوه وحاصروه وصدوه بنصر الله عن ميناء جدة وأجبروا البرتغاليين على الانسحاب، وانقلب البرتغاليون خاسئين، فزاد ذلك من اكرامه عند السلطان العثماني ورفع مكانته فسمح له بنصف معلوم جدة وأنعم عليه.

## نثره وشعره
ذكر المؤرخون لسير محمد أبي نمي الثاني أنه كان جامعاً لشتات الفضائل حاوياً لمحاسن الشمائل، له النثر الفائق والشعر الرائق، ومن شعر أبي نمي قوله :

## وفاته
توفي الشريف أبو نمي الثاني في وادي الآبار جنوب مكة جهة اليمن حيث وافته المنية في 9-1-992 هـ وقيل يوم عاشوراء، وحُمل إلى مكة وصُلّي عليه في المسجد الحرام، ودفن في مقبرة المعلاة، وعمره (80) سنة وشهراً ويوماً.
وقيل في وفاته :

## عقبه
تفرع عن أبي نمي الثاني معظم أشراف الحجاز، واشتهر عقبه بالنمويين، وفيهم الشرافة والعدد والقوة، تزوج الشريفة فاطمة بنت سباط بن عنقا، وقد أعقب عدة أولاد منهم من انقطع عقبه، ومنهم من أعقب وله بقية وهم: أحمد والحسن وثقبة وبركات وبشير وراجح ومنصور وسرور وناصر، وله من البنات : ناصرة وصالحة وشمسية وغبية وقيل: (عيشة) وفوزة وقيل: (موزة) وراية، وغيرهم.
وعقبه المعروف في وقتنا الحاضر هم: بد الحسن وهم ذرية الحسن بن محمد أبي نمي الثاني، وذوي بركات وهم ذرية بركات بن محمد أبي نمي الثاني، وذوي حراز والمناديل وهم ذرية أحمد بن محمد أبي نمي الثاني،وذوي الشريف راجح بن محمد ابي نمي الثاني جد الأشراف الرواجحه آل هاشم في مكه وآل فايز  بجيزان والثقبات وهم ذرية ثقبة بن محمد أبي نمي الثاني، وآل خيرات وهم ذرية بشير بن محمد أبي نمي الثاني.